# 比利亚 (南科西嘉省)
比利亚（法語：Bilia，法語發音：[bilja]）是法国南科西嘉省的一个市镇，属于萨尔泰讷区。

## 地理
比利亚（41°37'31"N, 8°54'26"E）面积7.43 平方千米，位于法国南科西嘉省，该省份位于科西嘉南部，后者为地中海西部的一座岛屿，也是法国的一个单一领土集体，位于法国大陆部分的东南面，意大利半島的西面，最临近的地块是撒丁岛。
与比利亚接壤的市镇（或旧市镇、城区）包括：格罗萨、普罗普里亚诺、薩爾泰訥。

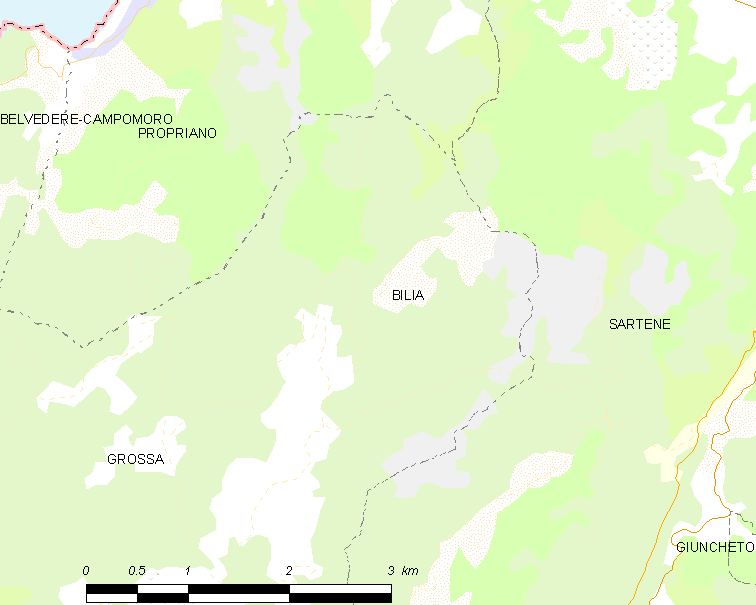
的OSM定位图

比利亚的时区为UTC+01:00、UTC+02:00（夏令时）。

## 行政
比利亚的邮政编码为20100，INSEE市镇编码为2A038。

## 政治
比利亚所属的省级选区为萨尔特奈-瓦林科县。

## 人口

1962-2008年间人口变化图示

比利亚于2022年1月1日时的人口数量为53人。